# Верхньолужоцька сільська рада
Верхньолужоцька сільська рада — орган місцевого самоврядування у Старосамбірському районі Львівської області. Адміністративний центр — село Верхній Лужок.

## Загальні відомості
Верхньолужоцька сільська рада утворена в 1939 році. Водоймища на території, підпорядкованій даній раді: річка Дністер.

## Населені пункти
Сільській раді підпорядковані населені пункти:
- с. Верхній Лужок
- с. Бусовисько

## Склад ради
Рада складається з 14 депутатів та сільського голови.

### Керівний склад попередніх скликань
| ПІБ                         | Основні відомості                                                               | Дата обрання | Дата звільнення |
| --------------------------- | ------------------------------------------------------------------------------- | ------------ | --------------- |
| Мицак Ігор Васильович       | Сільський голова, 1966 року народження, член Конгресу Українських Націоналістів | 26.03.2006   | 31.10.2010      |
| Дмитришин Василь Михайлович | Сільський голова, 1982 року народження, освіта середня спеціальна, безпартійний | 31.10.2010   | 25.10.2015      |
| Чуплак Володимир Романович  | Сільський голова, 1990 року народження, освіта вища, позапартійний              | 25.10.2015   |                 |

Примітка: таблиця складена за даними джерела